# Grand Prix Belgie 2007
Grand Prix Belgie ( LXIII Grand Prix de Belgique ) byla 14. závodem sezóny 2007, který se konal 16. září 2007 na okruhu Spa-Francorchamps. V závodě zvítězil, potřetí v řadě, Kimi Räikkönen na voze Ferrari. Felipe Massa druhým místem zajistil pro Ferrari 75. double v historii a třetí v sezóně.

## Výsledky
- 16. září 2007
- Okruh Spa-Francorchamps
- 44 kol x 7.004 km = 308.176 km
- 782. Grand Prix
- 13. vítězství Kimi Räikkönena
- 199. vítězství pro Ferrari
- 38. vítězství pro Finsko
- 49. vítězství pro vůz se startovním číslem 6

| Pozice | Jezdec               | Vůz              | Čas         |
| ------ | -------------------- | ---------------- | ----------- |
| 1      | Kimi Räikkönen       | Ferrari F2007    | 1h20:39,066 |
| 2      | Felipe Massa         | Ferrari F2007    | á 0:04,695  |
| 3      | Fernando Alonso      | McLaren MP4/22   | á 0:14,343  |
| 4      | Lewis Hamilton       | McLaren MP4/22   | á 0:23,615  |
| 5      | Nick Heidfeld        | BMW Sauber F1.07 | á 0:51,879  |
| 6      | Nico Rosberg         | Williams FW29    | á 1:16,876  |
| 7      | Mark Webber          | Red Bull RB3     | á 1:20,639  |
| 8      | Heikki Kovalainen    | Renault R27      | á 1:25,106  |
| 9      | Robert Kubica        | BMW Sauber F1.07 | á 1:25,661  |
| 10     | Ralf Schumacher      | Toyota TF107     | á 1:28,574  |
| 11     | Jarno Trulli         | Toyota TF107     | á 1:43,653  |
| 12     | Vitantonio Liuzzi    | Toro Rosso STR2  | á 1 kolo    |
| 13     | Rubens Barrichello   | Honda RA107      | á 1 kolo    |
| 14     | Adrian Sutil         | Spyker F8-VII    | á 1 kolo    |
| 15     | Takuma Sató          | Super Aguri SA07 | á 1 kolo    |
| 16     | Anthony Davidson     | Super Aguri SA07 | á 1 kolo    |
| 17     | Sakon Jamamoto       | Spyker F8-VII    | á 1 kolo    |
| Kolo   | Odstoupili           | -                | -           |
| 36     | Jenson Button        | Honda RA107      | Hydraulika  |
| 34     | Alexander Wurz       | Williams FW29    | Tlak paliva |
| 29     | David Coulthard      | Red Bull RB3     | Hydraulika  |
| 8      | Sebastian Vettel     | Toro Rosso STR2  | Řízení      |
| 1      | Giancarlo Fisichella | Renault R27      | Zavěšení    |

### Nejrychlejší kolo
Felipe Massa - Ferrari F2007- 1:48.036
- 7. nejrychlejší kolo Felipe Massi
- 203. nejrychlejší kolo pro Ferrari
- 77. nejrychlejší kolo pro Brazílii
- 90. nejrychlejší kolo pro vůz se startovním číslem 5

### Vedení v závodě
| Kola           | km        | Jezdec         | %   |
| -------------- | --------- | -------------- | --- |
| 1. – 15. kolo  | 105,06 km | Kimi Räikkönen | 34% |
| 16. kolo       | 7,004 km  | Felipe Massa   | 2%  |
| 17. – 31. kolo | 105,06 km | Kimi Räikkönen | 34% |
| 32. kolo       | 7,004 km  | Felipe Massa   | 2%  |
| 33. – 44. kolo | 84,048 km | Kimi Räikkönen | 28% |

| Räikkönen | M | Räikkönen | M | Räikkönen |
| --------- | - | --------- | - | --------- |

### Postavení na startu
Kimi Räikkönen - Ferrari F2007- 1'45.994
- 14. Pole position Kimi Räikkönena
- 194. Pole position pro Ferrari
- 45. Pole position pro Finsko
- 58. Pole position pro vůz se startovním číslem 6

- červeně – penalizace za výměnu motoru

| *  | *                                     | *  | *                                     | Kvalifikace III.                   | Kvalifikace II.                       | Kvalifikace I.                        |
| -- | ------------------------------------- | -- | ------------------------------------- | ---------------------------------- | ------------------------------------- | ------------------------------------- |
| 1  | Kimi Räikkönen Ferrari 1:45.994       |    |                                       | Kimi Räikkönen Ferrari 1:45.994    | Kimi Räikkönen Ferrari 1:45.070       | Fernando Alonso McLaren 1:46.058      |
|    |                                       | 2  | Felipe Massa Ferrari 1:46.011         | Felipe Massa Ferrari 1:46.011      | Lewis Hamilton McLaren 1:45.132       | Felipe Massa Ferrari 1:46.060         |
| 3  | Fernando Alonso McLaren 1:46.091      |    |                                       | Fernando Alonso McLaren 1:46.091   | Felipe Massa Ferrari 1:45.173         | Kimi Räikkönen Ferrari 1:46.242       |
|    |                                       | 4  | Lewis Hamilton McLaren 1:46.406       | Lewis Hamilton McLaren 1:46.406    | Fernando Alonso McLaren 1:45.442      | Lewis Hamilton McLaren 1:46.437       |
| 5  | Nico Rosberg Williams 1:47.334        |    |                                       | Robert Kubica BMW 1:46.996         | Robert Kubica BMW 1:45.885            | Robert Kubica BMW 1:46.707            |
|    |                                       | 6  | Nick Heidfeld BMW 1:47.409            | Nico Rosberg Williams 1:47.334     | Nick Heidfeld BMW 1:45.994            | Nick Heidfeld BMW 1:46.923            |
| 7  | Mark Webber Red Bull 1:47.524         |    |                                       | Nick Heidfeld BMW 1:47.409         | Heikki Kovalainen Renault 1:46.240    | Nico Rosberg Williams 1:46.950        |
|    |                                       | 8  | Jarno Trulli Toyota 1:47.798          | Mark Webber Red Bull 1:47.524      | Mark Webber Red Bull 1:46.426         | Heikki Kovalainen Renault 1:46.971    |
| 9  | Heikki Kovalainen Renault 1:48.505    |    |                                       | Jarno Trulli Toyota 1:47.798       | Nico Rosberg Williams 1:46.469        | Mark Webber Red Bull 1:47.084         |
|    |                                       | 10 | Ralf Schumacher Toyota 1:46.618       | Heikki Kovalainen Renault 1:48.505 | Jarno Trulli Toyota 1:46.480          | Jarno Trulli Toyota 1:47.143          |
| 11 | David Coulthard Red Bull 1:46.800     |    |                                       |                                    | Giancarlo Fisichella Renault 1:46.603 | Giancarlo Fisichella Renault 1:47.143 |
|    |                                       | 12 | Jenson Button Honda 1:46.955          |                                    | Ralf Schumacher Toyota 1:46.618       | Ralf Schumacher Toyota 1:47.300       |
| 13 | Vitantonio Liuzzi Toro Rosso 1:47.115 |    |                                       |                                    | David Coulthard Red Bull 1:46.800     | David Coulthard Red Bull 1:47.340     |
|    |                                       | 14 | Robert Kubica BMW 1:46.996            |                                    | Jenson Button Honda 1:46.955          | Jenson Button Honda 1:47.474          |
| 15 | Alexander Wurz Williams 1:47.394      |    |                                       |                                    | Vitantonio Liuzzi Toro Rosso 1:47.115 | Alexander Wurz Williams 1:47.522      |
|    |                                       | 16 | Sebastian Vettel Toro Rosso 1:47.581  |                                    | Alexander Wurz Williams 1:47.394      | Vitantonio Liuzzi Toro Rosso 1:47.576 |
| 17 | Rubens Barrichello Honda 1:47.954     |    |                                       |                                    |                                       | Sebastian Vettel Toro Rosso 1:47.581  |
|    |                                       | 18 | Takuma Sató Super Aguri 1:47.980      |                                    |                                       | Rubens Barrichello Honda 1:47.954     |
| 19 | Adrian Sutil Spyker 1:48.044          |    |                                       |                                    |                                       | Takuma Sató Super Aguri 1:47.980      |
|    |                                       | 20 | Anthony Davidson Super Aguri 1:48.199 |                                    |                                       | Adrian Sutil Spyker 1:48.044          |
| 21 | Sakon Yamamoto Spyker 1:49.577        |    |                                       |                                    |                                       | Anthony Davidson Super Aguri 1:48.199 |
|    |                                       | 22 | Giancarlo Fisichella Renault 1:46.603 |                                    |                                       | Sakon Yamamoto Spyker 1:49.577        |

### Sobotní tréninky
| 1  | Kimi Räikkönen Ferrari 1:46.137       | 2  | Felipe Massa Ferrari 1:46.388         |
| 3  | Fernando Alonso McLaren 1:46.507      | 4  | Lewis Hamilton McLaren 1:46.782       |
| 5  | Heikki Kovalainen Renault 1:47.065    | 6  | Jarno Trulli Toyota 1:47.218          |
| 7  | Nico Rosberg Williams 1:47.251        | 8  | Nick Heidfeld BMW 1:47.359            |
| 9  | Ralf Schumacher Toyota 1:47.454       | 10 | Mark Webber Red Bull 1:47.527         |
| 11 | Giancarlo Fisichella Renault 1:47.564 | 12 | Jenson Button Honda 1:47.767          |
| 13 | David Coulthard Red Bull 1:47.806     | 14 | Sebastian Vettel Toro Rosso 1:47.838  |
| 15 | Alexander Wurz Williams 1:47.902      | 16 | Takuma Sató Super Aguri 1:48.129      |
| 17 | Vitantonio Liuzzi Toro Rosso 1:48.163 | 18 | Adrian Sutil Spyker 1:48.348          |
| 19 | Rubens Barrichello Honda 1:48.528     | 20 | Anthony Davidson Super Aguri 1:48.955 |
| 21 | Sakon Jamamoto Spyker 1:49.179        | 22 | Robert Kubica BMW ---                 |

### Páteční tréninky
| *  | I. Trénink                            | *  | II. Trénink                           |
| -- | ------------------------------------- | -- | ------------------------------------- |
| 1  | Kimi Räikkönen Ferrari 1:47.339       | 1  | Fernando Alonso McLaren 1:46.654      |
| 2  | Lewis Hamilton McLaren 1:47.881       | 2  | Lewis Hamilton McLaren 1:46.765       |
| 3  | Fernando Alonso McLaren 1:47.994      | 3  | Felipe Massa Ferrari 1:46.953         |
| 4  | Nick Heidfeld BMW 1:48.052            | 4  | Kimi Räikkönen Ferrari 1:47.166       |
| 5  | Nico Rosberg Williams 1:48.372        | 5  | Jarno Trulli Toyota 1:47.491          |
| 6  | Robert Kubica BMW 1:48.605            | 6  | Ralf Schumacher Toyota 1:47.946       |
| 7  | Alexander Wurz Williams 1:48.920      | 7  | Giancarlo Fisichella Renault 1:48.086 |
| 8  | Jarno Trulli Toyota 1:48.994          | 8  | Mark Webber Red Bull 1:48.271         |
| 9  | Heikki Kovalainen Renault 1:49.138    | 9  | Robert Kubica BMW 1:48.279            |
| 10 | Jenson Button Honda 1:49.330          | 10 | Heikki Kovalainen Renault 1:48.567    |
| 11 | Giancarlo Fisichella Renault 1:49.380 | 11 | Nick Heidfeld BMW 1:48.606            |
| 12 | Ralf Schumacher Toyota 1:49.548       | 12 | Nico Rosberg Williams 1:48.840        |
| 13 | Mark Webber Red Bull 1:49.894         | 13 | David Coulthard Red Bull 1:48.883     |
| 14 | David Coulthard Red Bull 1:49.931     | 14 | Jenson Button Honda 1:48.919          |
| 15 | Rubens Barrichello Honda 1:50.264     | 15 | Rubens Barrichello Honda 1:49.364     |
| 16 | Sebastian Vettel Toro Rosso 1:50.482  | 16 | Alexander Wurz Williams 1:49.393      |
| 17 | Takuma Sató Super Aguri 1:50.640      | 17 | Sakon Jamamoto Spyker 1:49.697        |
| 18 | Anthony Davidson Super Aguri 1:50.648 | 18 | Sebastian Vettel Toro Rosso 1:25.459  |
| 19 | Adrian Sutil Spyker 1:50.768          | 19 | Takuma Sató Super Aguri 1:50.168      |
| 20 | Vitantonio Liuzzi Toro Rosso 1:51.628 | 20 | Adrian Sutil Spyker 1:50.399          |
| 21 | Sakon Jamamoto Spyker 1:52.379        | 21 | Anthony Davidson Super Aguri 1:50.542 |
| 22 | Felipe Massa Ferrari ---              | 22 | Vitantonio Liuzzi Toro Rosso 1:50.865 |

### Zajímavosti
- 15 titul v poháru konstruktérů pro Ferrari
- 75 double pro Ferrari
- Felipe Massa překonal hranici 2000 km v čele závodu

| Pole position  | Vítězství      | Nej. kolo     |
| Finsko         | Finsko         | Brazílie      |
| Kimi Räikkönen | Kimi Räikkönen | Felipe Massa  |
| Ferrari F2007  | Ferrari F2007  | Ferrari F2007 |
| 1'45.994       | 1:20'39.066    | 1'48.036      |
| 237.885 km/h   | 229.266 km/h   | 233.389 km/h  |
| -------------- | -------------- | ------------- |

### Stav MS
- GP – body získané v této Grand Prix

| *  | Jezdec               | Body | GP | * | Vůz         | Body | GP | *  | Stát           | Body | GP |
| -- | -------------------- | ---- | -- | - | ----------- | ---- | -- | -- | -------------- | ---- | -- |
| 1  | Lewis Hamilton       | 97   | 5  | 1 | Ferrari     | 161  | 18 | 1  | Finsko         | 108  | 11 |
| 2  | Fernando Alonso      | 95   | 6  | 2 | BMW         | 90   | 4  | 2  | Velká Británie | 107  | 5  |
| 3  | Kimi Räikkönen       | 84   | 10 | 3 | Renault     | 39   | 1  | 3  | Španělsko      | 95   | 6  |
| 4  | Felipe Massa         | 77   | 8  | 4 | Williams    | 28   | 3  | 4  | Německo        | 77   | 7  |
| 5  | Nick Heidfeld        | 56   | 4  | 5 | Red Bull    | 18   | 2  | 5  | Brazílie       | 77   | 8  |
| 6  | Robert Kubica        | 33   | -  | 6 | Toyota      | 12   | -  | 6  | Polsko         | 33   | -  |
| 7  | Heikki Kovalainen    | 22   | 1  | 7 | Super Aguri | 4    | -  | 7  | Itálie         | 24   | -  |
| 8  | Giancarlo Fisichella | 17   | -  | 8 | Honda       | 2    | -  | 8  | Rakousko       | 13   | -  |
| 9  | Nico Rosberg         | 15   | 3  |   | McLaren     | 177  | 11 | 9  | Austrálie      | 10   | 2  |
| 10 | Alexander Wurz       | 13   | -  |   |             |      |    | 10 | Japonsko       | 4    | -  |
| 11 | Mark Webber          | 10   | 2  |   |             |      |    |    |                |      |    |
| 12 | David Coulthard      | 8    | -  |   |             |      |    |    |                |      |    |
| 13 | Jarno Trulli         | 7    | -  |   |             |      |    |    |                |      |    |
| 14 | Ralf Schumacher      | 5    | -  |   |             |      |    |    |                |      |    |
| 15 | Takuma Sató          | 4    | -  |   |             |      |    |    |                |      |    |
| 16 | Jenson Button        | 2    | -  |   |             |      |    |    |                |      |    |
| 17 | Sebastian Vettel     | 1    | -  |   |             |      |    |    |                |      |    |